# Catastrophe de Tessenderlo
La catastrophe de Tessenderlo désigne l'explosion de 150 tonnes de nitrate d'ammonium (la même matière que celle à l'origine des explosions au port de Beyrouth de 2020) dans les entrepôts de la société Produits Chimiques de Tessenderlo (abréviée « PCT ») le 29 avril 1942, dans la commune de Tessenderlo, dans la province du Limbourg, en Belgique.
Bien que s'étant déroulée en pleine occupation du pays lors de la Seconde Guerre mondiale, la catastrophe n'aurait pas de lien avec le conflit. 
Avec 189 morts et 900 blessés, c'est l'une des catastrophes les plus meurtrières de Belgique ainsi que l'une des explosions majeures de nitrate d'ammonium.

## Déroulement
Pendant la Seconde Guerre mondiale, PCT a commencé à fabriquer des engrais ternaires destinés au secteur agricole belge. Outre le sulfate de potassium et le phosphate dicalcique, le nitrate d'ammonium était également utilisé à cette fin. 
Le mercredi 29 avril 1942, à 11 h 27 : plus de 150 tonnes de nitrate d'ammonium stockées sur le site de PCT, explosent. Le nuage de fumée orange s'est élevé à plusieurs centaines de mètres dans les airs au-dessus de l'usine et le souffle provoqué par l'explosion détruit la majeure partie de l'usine et de nombreux bâtiments de Tessenderlo, une commune qui compte à l'époque environ 7 500 habitants. L'onde de choc s'est propagée sur de grandes distances et a été ressentie jusqu'à Anvers et Bruxelles, à une cinquantaine de kilomètres de là.

## Causes
La cause de l'explosion a fait l'objet de nombreux débats car plusieurs théories furent envisagées. Une attaque allemande ou alliée (comme ce fut le cas en 1941), un acte de sabotage de la part de la résistance ou une erreur humaine. En effet, il était pratique courante de désagréger du chlorure de potassium à la dynamite et un ouvrier aurait pu vouloir faire de même avec le nitrate d’ammonium, causant l'explosion.
Toujours est-il que les autorités ont fini par conclure que l'élévation de la température des réserves de nitrate d'ammonium et l'accumulation de gaz ont provoqué l'explosion spontanée du mélange. Le réservoir d'acide sulfurique de l'usine ayant également été bombardé par les Alliés en 1941, vidant une bonne partie du réservoir sur le site, ce qui aurait favorisé la montée en température du nitrate d'ammonium.

## Conséquences
L'entreprise étant située près du centre de Tessenderlo, l'impact a été énorme : un cratère de 70 mètres de large et de 23 mètres de profondeur s'est formé à côté de l'endroit où se trouvait autrefois le grand entrepôt de PCT. Seule la villa et les deux cheminées étaient encore debout, tandis que le reste de l'usine était en ruines. 
L'explosion a fait plus de 900 blessés et 189 morts, dont 119 employés. Dans l'école professionnelle voisine (Technisch Heilig-Hartinstituut (nl)), on compte 47 victimes dont 43 étudiants. De nombreux survivants se sont retrouvés sans-abri après que leurs maisons ont été détruites ou rendues inhabitables par l'explosion.

### Secours
L'aide médicale urgente en Belgique n'existant pas encore à l'époque, les pompiers locaux furent assistés par des médecins, des infirmières et des membres de l'église afin de secourir les victimes, qui ont été transportées vers les hôpitaux de Diest, Louvain, Hasselt et Bruxelles. Des soldats allemands et des sauveteurs spécialisés dans les mines sont intervenus pour sortir les victimes des ruines. 
La reine Élisabeth s'est rendue sur les lieux le lendemain de la catastrophe.

### Reconstruction
L'administrateur délégué et fondateur de la société, Nestor Sevrin décida d'entreprendre la reconstruction du site à partir du mois d'août 1942, après avoir obtenu les autorisations nécessaires auprès du Commissaire en chef de la Reconstruction nationale. Certains ateliers moins touchés par l'explosion sont rapidement remis en service et les divisions phosphate dicalcique et acide sulfurique sont temporairement transférées dans l'usine des Produits Chimiques du Limbourg à Kwaadmechelen. 
La nouvelle usine a été reconstruite sur le même site, contre la volonté de la majorité des habitants et de l'administration municipale qui avaient lancé une pétition  pour que l'usine soit relocalisée dans la nouvelle zone industrielle située le long du canal Albert, loin du centre ville de Tessenderlo et des zones résidentielles.